# Hiperactivitat
La hiperactivitat és un estat de l'individu caracteritzat per una inusual energia i ansietat, que es tradueix en moviments impulsius reiterats i en dificultats per mantenir-se quiet o concentrat. És un dels símptomes del trastorn per dèficit d'atenció amb hiperactivitat, més conegut com a TDAH, que es manifesta en nens i adults, però especialment en els primers. L'origen pot ser genètic o nerviós, associat a un període d'estrès o a la ingestió de determinats medicaments. Se sol tractar combinant els fàrmacs amb teràpia i tècniques de relaxació.

## Causes
El TDAH és el "trastorn de la personalitat" dels infants més comunament diagnosticat, aproximadament a entre el 3% i el 5% de la població infantil en edat escolar i molt més sovint en nens que no pas en nenes.
El TDAH pot ser hereditari, però no és clar quina n'és la causa exacta. Sigui quina sigui, sembla que apareix molt aviat en la vida, a mesura que el cervell es va desenvolupant. Els estudis per la imatge suggereixen que els cervells dels infants amb trastorn d'hiperactivitat amb dèficit d'atenció (TDAH) són diferents dels cervells d'altres nens.
La depressió, la falta de son, les dificultats d'aprenentatge, els tics i els problemes de comportament es poden confondre amb el TDAH o aparèixer conjuntament. Quan hi ha la sospita que un infant té aquest trastorn l'ha d'examinar curosament un metge per descartar altres possibles afeccions o altres causes d'aquest comportament.
La majoria dels nens amb TDAH també tenen almenys altres problemes de desenvolupament o de comportament. Igualment, poden tenir algun altre problema psiquiàtric, com depressió o trastorn bipolar.
L'origen del TDAH amb exactitud així com els factors específics que contribueixen als seus aparició es desconeixen avui dia malgrat les múltiples investigacions que es duen a terme en aquest camp. Els estudis fins ara suggereixen que no hi ha una causa única que provoqui el TDAH i les característiques del seu quadre simptomàtic, sinó que aquest s'origina, més aviat, en resposta a la interacció de moltes factors durant l'etapa gestacional. En aquest sentit, podem distingir entre factors d'origen biològic i factors psicosocials - ambientals com possibles agents desencadenants, facilitants i agreujants.
Els factors genètics poden afectar el desenvolupament cerebral del nen tant en el període prenatal com en el postnatal. Els nens amb hiperactivitat acostumen a tenir un parent o familiar que ha patit el trastorn, i en el cas que una tercera part dels progenitors han presentat TDHA en la seva etapa infantil tenen fills amb aquest trastorn.
Un trastorn associat dins del TDHA és la dislèxia, d'acord amb els estudis de shaywitz el TDHA es pot trobar en un 33% dels nens amb dislèxia. Dels nens amb TDHA, entre un 8 i un 39% presenten dislèxia.

## Símptoma del TDAH i Diagnòstic
Els símptomes de TDAH es poden classificar en tres grups:
- Falta d'atenció (desatenció)
- Hiperactivitat
- Comportament impulsiu (impulsivitat)

Alguns infants amb TDAH tenen, principalment, el tipus de trastorn amb falta d'atenció. D'altres poden tenir una combinació de tipus. Els infants amb el tipus de trastorn per manca d'atenció són menys pertorbadors i és més probable que no se'ls diagnostiqui el TDAH.

### Símptomes de falta d'atenció
No aconsegueix prestar atenció curosa als detalls o fa errades per manca d'atenció en el treball escolar.
Té dificultats per mantenir l'atenció en tasques o jocs.
Sembla que no escolta quan se li parla directament. No segueix instruccions i no aconsegueix acabar el treball escolar, els deures i les obligacions al lloc de treball.
Té dificultats per organitzar les seves feines i activitats.
Evita o el disgusta comprometre's en tasques que requereixin esforç mental continu (com les tasques escolars).
Sovint perd joguines, treballs escolars, llapis, llibres o eines necessàries per a les tasques o activitats. Es distreu fàcilment. Sovint es mostra oblidadís pel que fa a les activitats diàries.

#### Símptomes d'hiperactivitat
Juga amb les mans o els peus, o es retorça a la cadira. Abandona la cadira quan el que s'espera és que s'hi quedi assegut. Corre i s'enfila excessivament en situacions inapropiades. Té dificultat per jugar en silenci.
Sovint parla massa, està "en moviment" o actua com si fos "impulsat per un motor".

#### Símptomes d'impulsivitat
Emet respostes abans d'acabar de sentir la pregunta. Té dificultats per esperar torn. S'entremet o interromp els altres (irromp en converses o jocs).
Com Diagnosticar el nen
Per arribar a un diagnòstic el nen ha de presentar sis o més simptomes de desatenció o simptomes d'hiperactivitat-impulsivitat almenys durant 6 mesos i s'ha de fer un seguiment per saber si el nen realment té un trastorn o actua així en determinades ocasions.
Un dels mètodes emprats són els tests. Podem trobar molts tipus de tests, serveixen per veure el coeficient intel·lectual, i la forma d'actuar de la persona, i poder així arribar a un diagnòstic fiable.
El diagnòstic també el pot fer l'escola a partir de comportaments dels nens, el principal símptoma és: l'aenció que és fonamental pel rendiment escolar.

## L'esport amb nens amb TDHA
Nens amb TDAH es beneficien de diverses maneres amb els esports: les activitats vigoroses alliberen més endorfina, substància química del cervell que reduïx la tensió i millora el benestar, particularment important per a nens.
Els esports també poden ajudar a millorar les habilitats socials crucials al sa desenvolupament emocional. Però alguns esports proven ser tan desafiadors per als nens amb TDAH que totes aquesta avantatges desapareixen.

## Com actuar si tens un alumne hiperactiu
En aquest trastorn la persona que tracta al nen ha de ser sensible i informar-se sobre el tema.
Un cop s'ha informat sobre el tema sabrà que li ha de donar ordres simples i breus, sempre establint el contacte visual amb el nen. Per exemple; no se li pot permetre deixar les coses a mitja feina, encara que es retardi. També s'ha d'anar molt positiu i en molts ànims per a transmetre al nen una conducta positiva i continua en el seu treball, sempre se li ha de premiar les conductes positives. Tot seguit, al nen se li han de marcar objectius assequibles i fer-li veure els progressos, cuidant el ritme dels exercicis i l'esforç correcte de cada nen, tot això es fa en un àmbit d'atenció especialitzada. Quan fa els exercicis amb els companys, s'ha de procurar que aquests siguin tranquils i que a la vegada no li donin molta informació junta al nen hiperactiu.
Finalment cal entrevistar-se habitualment amb els pares per a seguir la seva evolució i fer-los partícips dels objectius del mestre i de l'especialista que ha marcat unes pautes prèvies al treball.

## Dues postures oposades de la causa de la hiperactivitat
Rosa Bosch, Cristòfol Trepat i Joseph Knobel Freud, als quals s'hi afegiren comunicats i taules rodones a càrrec d'altres especialistes van arribar a la conclusió que havien dos postures oposades respecte a la causa de la hiperactivitat; ja que molts psiquiatres, associacions de famílies amb fills hiperactiu i laboratoris farmacèutics defensen que la causa del TDHA és més genètica que adquirida, per tant ha de ser tractat amb fàrmacs, en canvi molts psicòlegs, neurobiòlegs i docents la causa és més adquirida que genètica i les teràpies sobre la millor d'hàbits han de predominar sobre els medicaments. Per tant, en ambdós costats hi ha les seves excepcions.
La postura de la doctora Rosa Bosch, psiquiatra de la Vall d'Hebron; va argumentar que el TDAH és una malaltia que arrela més en el genoma que en l'educació. Per a ella la genètica és la principal responsable que l'individu pateixi d'una forta impulsivitat que li provoca una manca d'autocontrol i concentració generalitzats, l'anomenat TDAH. L'equip de la doctora Bosch aplica primera primerament teràpies sobre la conducta de l'afectat de TDAH, i secundàriament fàrmacs quan el pacient així ho requereix. En això va insistir Bosch que el metilfenidat que fan servir no és una amfetamina com molts afirmen, i que per tant no implica efectes greus sobre l'individu.
Va insistir també la doctora Bosch que el TDAH és una malaltia real de la qual ja se’n descrigueren casos en el 1798 en forma de dèficits i trastorns, per arribar al 1902 com a quadre ben descrit per metges especialistes. El diagnòstic actual es fa per observacions de comportament de l'individu. Si aquest manifesta en la seva conducta més de la meitat dels hàbits així definits se’l diagnostica com hiperactiu.
Una altra postura és la de Joe Knobel, psicòleg clínic membre d'Espai Freud, va negar l'existència del TDAH com una malaltia real o trastorn. Segons la seva experiència són mals hàbits adquirits de l'afectat on hi pesa més l'entorn educatiu que no pas el genoma individual. Per això cal corregir el mal costum educatiu evitant amfetamines com l'atomoxetina o derivats d'amfetamines com el metilfenidat, que sí que calmen els estudiants a l'aula però que tenen greus efectes secundaris com retards en el creixement, alteració del dormir i canvis de caràcter.
Els mals hàbits, i segons Joseph Knobel, que un cop corregits fan desaparèixer el TDAH són: absència de límits educatius; accedir de seguit a les demandes dels nostres fills des de ben petits; manca de rutines de dormir totes les hores; dietes sense control on el nen abusa de sucres que el fan ser més bulliciós; absència d'esforç per assolir les fites que un xaval necessita; i finalment, pares o mares absents en l'afecte, els límits i el joc dels seus fills.
Tots aquests entorns educatius provoquen el TDAH. Per tant, i segons Joseph Knobel, el TDAH és un mal adquirit que amb esforç es pot superar i així ho ratifiquen tots els seus casos tractats amb èxit.
Com observem les dues postures, la de Rosa Bosch i la de Joseph Knobel, s'observa un punt en comú. De fet les dues apliquen teràpies sobre la conducta per poder superar el TDAH. Aquesta coincidència implica una nova conclusió sobre si la causa del TDAH és més genètica que educativa o si més educativa que genètica. Entorn i genètica esdevenen dues parts inherents de l'espècie humana difícils de separar, sense cultura no ens fem humans però sense base innata no hi hauria un ésser per sereducat. Per tant, si per superar el TDAH sempre s'apliquen correccions sobre els costums de l'afectat, significa que l'entorn educatiu és més important que els gens desencadenants. De fet, i un cop superat un TDAH, aquests gens continuen igual en l'individu. Naixem amb potencials que jeuen adormits fins que els nostres hàbits els activen o els reprimeixen, però són les nostres conductes, i no els nostres gens, qui manen més en això.

## Com evitar o tractar millor als nens amb hiperactivitat
Per tal que els afectats de TDAH evitin o superin definitivament la seva situació, cal per una banda més atenció familiar i, per l'altra, un tractament personalitzat a càrrec de professionals especialistes en la matèria. En el futur, i amb més dades contrastades, es veurà si la teràpia farmacològica és totalment indispensable o si implica més desavantatges que avantatges.

## Diferències entre TDAH i hiperactivitat[8]
| TDAH | Hiperactivitat |
| --- | --- |
| - Tenen una gran dispersió mental i es distreuen molt fàcilment. - Els costa entendre les coses d'una manera clara i ràpida. Sembla que mai entenguin les ordres al cent per cent. - Qualsevol tasca que necessiti molta atenció o concentració els suposa més esforç de lo normal, i no sempre són capaços de mantenir-lo fins al final. - Dificultat per organitzar-se. - Són molt distrets i s'obliden ràpidament de les coses si no les han entès clarament. | - Incapacitat per estar-se quiets i concentrar-se en alguna cosa. Els sol costar mantenir tot el seu cos relaxat. Sempre estan movent els peus, menjant-se les ungles, etc. - Normalment són incapaços d'acabar alguna cosa que els suposi un esforç (si no és que els motivi especialment). - Quan parlen s'expressen amb excessiva loquacitat. No poden esperar el seu torn i interrompen amb facilitat als altres. - Són molt impacients i els costa estar-se asseguts de forma relaxada. - La seva impulsivitat els porta a precipitar-se en la majoria de les seves accions. |